# Jaime Fernandez
Jaime Fernandez, född den 4 april 1971 i Melbourne i Australien, är en australisk roddare.
Han tog OS-silver i åtta med styrman i samband med de olympiska roddtävlingarna 2000 i Sydney.